# Lindackeria
Lindackeria là chi thực vật có hoa trong họ Achariaceae.

## Loài
- Lindackeria dentata (Oliv.) Gilg
- Lindackeria fragrans (Gilg) Gilg
- Lindackeria latifolia Benth.
- Lindackeria laurina C. Presl
- Lindackeria ovata (Benth.) Gilg
- Lindackeria paludosa (Benth.) Gilg
- Lindackeria poggei (Gürke) Gilg
- Lindackeria stipulata (Oliv.) Milne-Redh. & Sleumer